# 喜登牛山
喜登牛山（きとうしやま）は、北海道の足寄郡陸別町と足寄郡足寄町の2町にまたがる標高1,312.2mの山である。山頂には一等三角点「鬼頭牛山」が設置されている。

## 概要
石狩山地を構成する東大雪の中でも東端部に位置する山で、南側からは大きくなだらかな山容がよく目立つ。陸別町では最も高い山である。コニーデ型火山であり、安山岩質の溶岩で形成されている。
山名はアイヌ語の「キトウシ（ギョウジャニンニクが多いところ）」に由来する。

## 登山
登山道はない。主に東喜登牛林道からアプローチし、途中からは徒歩で林道を歩き山頂南側の沢を登って山頂へ至るルートがとられることが多い。ルート上は藪漕ぎ箇所があるほか、作業道跡に出ることがある。南東側の尾根へ出てから山頂へ登る人もいる。